# Пилятинська сільська рада
Пиля́тинська сільська́ ра́да — адміністративно-територіальна одиниця та орган місцевого самоврядування в Козелецькому районі Чернігівської області. Адміністративний центр — село Пилятин.

## Загальні відомості
- Населення ради: 476 осіб (станом на 2001 рік)

## Історія
05.02.1965 Указом Президії Верховної Ради Української РСР передано сільради Носівського району: Патютинську, Пилятинську, Ставиську та Хрещатенську — до складу Козелецького району.

## Населені пункти
Сільській раді підпорядковані населені пункти:
- с. Пилятин

## Склад ради
Рада складається з 14 депутатів та голови.
- Голова ради: Цимбал Катерина Федосіївна

### Керівний склад попередніх скликань
| Прізвище, ім'я, по батькові | Основні відомості                                                             | Дата обрання | Дата звільнення |
| --------------------------- | ----------------------------------------------------------------------------- | ------------ | --------------- |
| Донець Ніна Іванівна        | Сільський голова, 1966 року народження, освіта вища, позапартійна             | 26.03.2006   | 31.10.2010      |
| Донець Ніна Іванівна        | Сільський голова, 1966 року народження, освіта вища, член Партії регіонів     | 31.10.2010   | 29.04.2014      |
| Цимбал Катерина Федосіївна  | Сільський голова, 1958 року народження, освіта середня загальна, позапартійна | 26.10.2014   |                 |

Примітка: таблиця складена за даними сайту Верховної Ради України

### Депутати
За результатами місцевих виборів 2010 року депутатами ради стали:

#### За суб'єктами висування
| Суб'єкт висування                                       | Кількість обраних депутатів | %    |
| ------------------------------------------------------- | --------------------------- | ---- |
| Партія регіонів                                         | 6                           | 42,9 |
| Самовисування                                           | 5                           | 35,7 |
| Комуністична партія України                             | 1                           | 7,1  |
| Політична партія Всеукраїнське об'єднання «Батьківщина» | 1                           | 7,1  |
| Соціалістична партія України                            | 1                           | 7,1  |

#### За округами
| № округу                                                | Прізвище, ім'я, по батькові        | Дата визнання обраним | Освіта             | Партійна приналежність                        | Відомості про обраного депутата              |
| ------------------------------------------------------- | ---------------------------------- | --------------------- | ------------------ | --------------------------------------------- | -------------------------------------------- |
| Комуністична партія України                             |                                    |                       |                    |                                               |                                              |
| 2                                                       | Донець Любов Володимирівна         | 01.11.2010            | середня спеціальна | позапартійна                                  | Пирятинський будинок культури, техпрацівник  |
| Партія регіонів                                         |                                    |                       |                    |                                               |                                              |
| 1                                                       | Поліновський Григорій Михайлович   | 01.11.2010            | середня спеціальна | позапартійний                                 | Ніжинський лісгосп, майстер                  |
| 5                                                       | Курочка Петро Петрович             | 01.11.2010            | середня            | позапартійний                                 | тимчасово не працює                          |
| 8                                                       | Горбик Петро Михайлович            | 01.11.2010            | середня спеціальна | позапартійний                                 | тимчасово не працює                          |
| 9                                                       | Цимбал Катерина Федосіївна         | 01.11.2010            | середня спеціальна | позапартійна                                  | Пилятинська сільська рада, секретар          |
| 11                                                      | Зубок Наталія Степанівна           | 01.11.2010            | середня спеціальна | позапартійна                                  | ТОВ «Форнеті-Україна», машиніст              |
| 12                                                      | Доценко Дмитро Васильович          | 01.11.2010            | середня спеціальна | позапартійний                                 | Райагролісгосп, майстер                      |
| Політична партія Всеукраїнське об'єднання «Батьківщина» |                                    |                       |                    |                                               |                                              |
| 10                                                      | Коваленко Тетяна Михайлівна        | 01.11.2010            | середня спеціальна | член Всеукраїнського об'єднання «Батьківщина» | Пилятинська сільська рада, техпрацівник      |
| Соціалістична партія України                            |                                    |                       |                    |                                               |                                              |
| 7                                                       | Донець Світлана Василівна          | 01.11.2010            | середня спеціальна | позапартійна                                  | Пилятинська сільська бібліотека, бібліотекар |
| Самовисування                                           |                                    |                       |                    |                                               |                                              |
| 3                                                       | Пономаренко Катерина Володимирівна | 01.11.2010            | середня            | позапартійна                                  | пенсіонер                                    |
| 4                                                       | Красножон Микола Михайлович        | 01.11.2010            | середня спеціальна | позапартійний                                 | тимчасово не працює                          |
| 6                                                       | Донець Олександр Петрович          | 01.11.2010            | середня спеціальна | позапартійний                                 | ЗАТ «Агро регіон», охоронець                 |
| 13                                                      | Грошко Алла Григорівна             | 01.11.2010            | середня спеціальна | позапартійна                                  | тимчасово не працює                          |
| 14                                                      | Сириця Любов Василівна             | 01.11.2010            | середня спеціальна | позапартійна                                  | пенсіонер                                    |